# Herstigte Nasionale Party
Die Herstigte Nasionale Party (HNP) (englisch Reconstituted National Party) ist eine politische Partei in Südafrika.
Die HNP wurde 1969 von den Parlamentsmitgliedern der Nasionale Party (NP), Albert Hertzog, Willie T. Marais, Louis Frans Stofberg und Jacob Albertus Marais sowie weiteren unzufriedenen Konservativen im Einflussbereich der südafrikanischen NP gegründet. Am 24. Oktober 1969 kam es in Pretoria zu einer Massendemonstration politisch unzufriedener Buren, auf der die Gründung einer neuen Partei angekündigt wurde. Am folgenden Tag traten 1023 Delegierte aus etwa 120 Wahlkreisen zum Gründungsparteitag zusammen. Zum Vorsitzenden wählten die Anwesenden Albert Hertzog und zu seinem Stellvertreter Jaap Marais. In den politischen Gründungsideen nahm die Aussage, dass sich die nationale Einheit des Landes nur mit dem Afrikanertum im Kern jeglicher politische Programmatik verwirklichen lasse, eine zentrale Stellung ein. Demzufolge soll Afrikaans als einzige Nationalsprache gelten. Englisch sprechende Weiße wären demnach noch „Afrikaner in Entwicklung“. Jeglichen internationalen Einflüssen zu Gunsten einer „rassischen“ Integration solle Widerstand geleistet werden. Programmatisch wurde der Aufrechterhaltung separater Identitäten unter den „Weißen“ und „Nichtweißen“ höchste Priorität eingeräumt. Der nichteuropäischstämmigen Bevölkerung solle keine Hoffnung auf soziale Gleichstellung mit dem europäischstämmigen Teil der Südafrikaner eingeräumt werden.
Die Partei vertritt burisch-nationale Zielsetzungen und befürwortet eine weitgehende räumliche und soziale Trennung der verschiedenen Ethnien Südafrikas. Kritiker sind der Ansicht, die HNP sei rassistisch und rechtsextrem und befürworte die Wiedereinführung der Apartheid.
Die Partei gibt eine eigene Publikation mit dem Titel „Die Afrikaner“ heraus.

## Wahlergebnisse

### Nationalversammlung
Die HNP nahm zwischen 1970 und 1989 an den Wahlen zur Nationalversammlung teil.
| Wahl | Anzahl Stimmen | Stimmenanteil | Sitze |
| ---- | -------------- | ------------- | ----- |
| 1970 | 53.763         | 3,57 %        | 0     |
| 1974 | 39.568         | 3,6 %         | 0     |
| 1977 | 34.161         | 3,2 %         | 0     |
| 1981 | 192.304        | 14,09 %       | 0     |
| 1987 | 62.888         | 3,1 %         | 0     |
| 1989 | 5.416          | 0,2 %         | 0     |

### South West African Legislative Assembly
Die HNP trat einmalig zur Wahl zum South West African Legislative Assembly 1978 in Südwestafrika (heute Namibia) an.
| Wahl | Anzahl Stimmen | Stimmenanteil | Sitze |
| ---- | -------------- | ------------- | ----- |
| 1978 | 5781           | 1,77 %        | 1     |